# 末浦広海
末浦 広海（すえうら ひろみ、1964年5月19日 - 、男性）は日本の小説家、推理作家。兵庫県出身。関西学院大学経済学部卒業。
システムエンジニア、経営コンサルタント等を経て、2008年『猛き咆哮の果て』で江戸川乱歩賞受賞、『訣別の森』と改題して刊行。

## 作品リスト

### キャップ・嶋野康平シリーズ
- 不眠刑事と探偵の朝 キャップ・嶋野康平（2013年5月 中公文庫）
- 不眠探偵と哀しき暗殺者 キャップ・嶋野康平II（2013年9月 中公文庫）
- 不眠探偵と刑事の絆 キャップ・嶋野康平III（2014年1月 中公文庫）

### 東京五輪対策室シリーズ
- 始動 警視庁東京五輪対策室（2014年6月 角川文庫）
- 包囲 警視庁東京五輪対策室（2014年11月 角川文庫）

### その他
- 訣別の森（2008年8月 講談社 / 2011年8月 講談社文庫）
- 捜査官（2009年9月 講談社 / 2012年10月 講談社文庫）
- 白き失踪者（2011年1月 講談社）
- 檻の中の鼓動（2011年6月 中央公論新社 / 2014年4月 中公文庫）
- 刻命（2012年5月 中央公論新社 / 2016年3月 中公文庫）
- 暗躍捜査 警務部特命工作班（2016年2月 角川文庫）